# قفص ستيفنسون

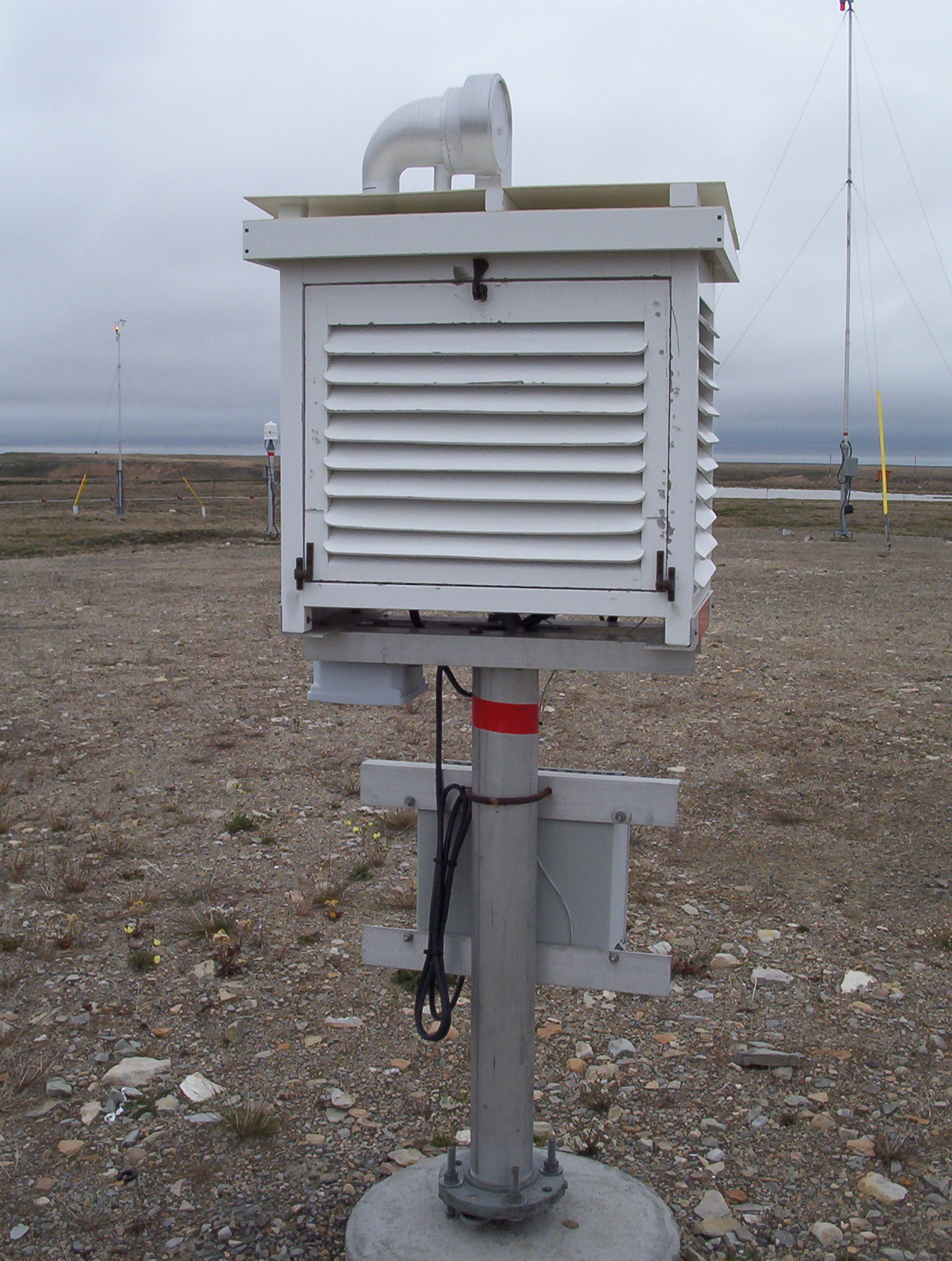

قفص ستيفنسون  (Stevenson Screen) هو عبارة عن قفص (صندوق)خشبي مرفوعة قاعدته عن سطح الأرض بحدود ١.٢٥ إلى ٢٠٠ سم، يسمح للهواء بالدخول فيه عبر فتحات متراكبة بعضها فوق بعض على عرض الصندوق، وتوضع ضمن القفص عدة أجهزة لرصد ظواهر الجو, وهذه الأجهزة هي: موازين الحرارة الجافة، والرطبة، والعظمى والصغرى، وأجهزة تسجيل الحرارة والرطوبة والتبخر.